# Festival Internacional de cine de Damasco
El Festival Internacional de cine de Damasco (en idioma árabe: مهرجان دمشق السينمائي الدولي )  es un festival de cine bianual de noviembre organizado por el gobierno de Siria desde 1979. El festival fue establecido por el difunto director de cine sirio Muhammad Shahin. Alterna con el Festival de Cartago. Hasta 1999, la competencia del festival se centró en películas de países árabes, América Latina y Asia. Desde 2001, el festival tiene un enfoque internacional.

## Ganadores principales de premios
| Año       | Mejor Película (Premio de Oro) | Mejor Actor                                                                                    | Mejor actriz                                                        |
| 1979 1st  | Sun of the Hyenas Fences       |                                                                                                |                                                                     |
| 1981 2nd  | Los sobrevivientes Fragments   |                                                                                                |                                                                     |
| 1983 3rd  | Last of Presents               |                                                                                                |                                                                     |
| 1985 4th  | Remedy                         | Syed Ali Koirat por Kingdom of Dreams                                                          | Naglaa Fathi por Sorry, Law                                         |
| 1987 5th  | Un hombre de éxito             | Ahmed Zaki por Un hombre de éxito                                                              | Pan Hong por The Last Empress Mahua Roychoudhury por Man and Woman  |
| 1989 6th  | Las noches del chacal          | Asaad Fedda por Las noches del chacal                                                          | Fatima Belhadj por The Citadel                                      |
| 1991 7th  | Secondary Roles Kit Kat        | Mahmoud Abdel Aziz por Kit Kat                                                                 | Luisa Pérez Nieto por Secondary Roles                               |
| 1993 8th  | La frontera                    | Abdellatif Kechiche por Bezness                                                                | Dimple Kapadia por The Mourner                                      |
| 1995 9th  | Amnesia                        | Tayser Idris porRising Rain Mohamed Ali Allalou por Youssef: The Legend of the Seventh Sleeper | Amel Hédhili por The Silences of the Palace Lucy por The Stolen Joy |
| 1997 10th | Tieta of Agreste The Captain   |                                                                                                | Tao Hong por Colors of the Blind                                    |
| 1999 11th | Fallen Angels Paradise         |                                                                                                | Tamara Acosta por The Revenge                                       |
| 2001 12th | Aberdeen                       | Josse De Pauw por Everybody's Famous!                                                          | Licia Maglietta por Pan y tulipanes                                 |
| 2003 13th | Dolls                          |                                                                                                |                                                                     |
| 2005 14th | Small Sky                      |                                                                                                |                                                                     |
| 2007 15th | That Winter                    | Julio Chávez por El otro                                                                       | All actresses por Caramel                                           |
| 2008 16th | Empties                        | Reza Naji por The Song of Sparrows                                                             | Kristin Scott Thomas por Il y a longtemps que je t'aime             |
| 2009 17th | Treeless Mountain              | Vladimir Ilyin & Aleksey Vertkov por Ward No. 6                                                | Giovanna Mezzogiorno por Vincere                                    |
| 2010 18th | Outside the Law                | George Piştereanu por If I Want to Whistle, I Whistle                                          | Gabriela Maria Schmeider por The Hairdresser                        |